# 대한민국 상법 제123조
대한민국 상법 제123조는 준용규정에 대한 상법총칙의 조문이다.

## 조문
제123조 (준용규정) 운송주선인에 관하여는 본장의 규정외에 위탁매매인에 관한 규정을 준용한다.

## 같이 보기
- 위탁매매인